# Petemathis
Petemathis Prószyński & Deeleman-Reinhold, 2012 è un genere di ragni appartenente alla famiglia Salticidae.

## Distribuzione
Le 5 specie note sono state reperite sull'isola di Portorico e Cuba.

## Tassonomia
Per la descrizione delle caratteristiche di questo genere sono stati esaminati gli esemplari tipo di Emathis portoricensis Petrunkevitch, 1930.
Non sono stati esaminati esemplari di questo genere dal 2017.
Attualmente, a febbraio 2022, si compone di 5 specie:
1. Petemathis luteopunctata (Petrunkevitch, 1930) — Portorico
2. Petemathis minuta (Petrunkevitch, 1930) — Portorico
3. Petemathis portoricensis (Petrunkevitch, 1930)[2] — Portorico
4. Petemathis tetuani (Petrunkevitch, 1930) — Portorico
5. Petemathis unispina (Franganillo, 1930) — Cuba